# Bis hierher und viel weiter
Bis hierher und viel weiter ist das fünfte Studioalbum der Schweizer Schlagersängerin Beatrice Egli aus dem Jahr 2014. 

## Entstehung und Veröffentlichung
Bis hierher und viel weiter erschien am 24. Oktober 2014 beim Plattenlabel Polydor. Die Titel des Albums, einschließlich der Bonustitel, wurden von Mathias Roska und Joachim Wolf produziert. Die Texte verfassten, neben Egli selbst und dem Alben-Produzenten Wolf, Dave Roth, Marcus Brosch, Simon Müller Lerch, Thomas Rosenfeld, Tobias Reitz, Karsten Ruddigkeit, Johannes Walter-Müller, Peter Jordan, Mariana Wagner, Matthias Max, Thomas Berlin, Der Graf, Markus Tombült, Dave Roth, Heike Kospach, Ivo Moring, Oliver Lukas, Erik Wigelius, Laura Kloos, Anders Wigelius, Saša Lendero, Mihael Hercog und Olaf Bossi.
Der Titel Auf die Plätze, fertig, ins Glück! wurde als Single ausgekoppelt und ein dazugehöriges Musikvideo unter der Regie von Oliver Sommer gedreht.

## Titelliste
| #  | Titel                                 | Autor(en)                                                        | Produzent(en)               | Länge |
| -- | ------------------------------------- | ---------------------------------------------------------------- | --------------------------- | ----- |
| 1  | Auf die Plätze, fertig, ins Glück!    | Dave Roth, Marcus Brosch, Simon Müller Lerch                     | Mathias Roska, Joachim Wolf | 3:12  |
| 2  | Total perfekt                         | Thomas Rosenfeld, Tobias Reitz, Karsten Ruddigkeit               | Mathias Roska, Joachim Wolf | 3:13  |
| 3  | Aus Verseh'n verliebt                 | Thomas Rosenfeld                                                 | Mathias Roska, Joachim Wolf | 2:55  |
| 4  | Drei Wünsche                          | Johannes Walter-Müller, Simon Müller Lerch                       | Mathias Roska, Joachim Wolf | 3:10  |
| 5  | Kompass                               | Beatrice Egli, Joachim Hans Wolf                                 | Mathias Roska, Joachim Wolf | 3:30  |
| 6  | Wir leben laut                        | Peter Jordan, Mariana Wagner, Matthias Max                       | Mathias Roska, Joachim Wolf | 3:20  |
| 7  | Ob du's glaubst oder nicht            | Beatrice Egli, Joachim Hans Wolf                                 | Mathias Roska, Joachim Wolf | 3:22  |
| 8  | Trau dich in mein Leben               | Thomas Berlin, Beatrice Egli, Joachim Hans Wolf                  | Mathias Roska, Joachim Wolf | 3:37  |
| 9  | Sommer                                | Marcus Brosch, Johannes Walter-Müller, Simon Müller Lerch        | Mathias Roska, Joachim Wolf | 3:23  |
| 10 | Im Herzen wieder Kind                 | Der Graf, Markus Tombült                                         | Mathias Roska, Joachim Wolf | 3:50  |
| 11 | Bis hierher und viel weiter           | Dave Roth, Heike Kospach, Ivo Moring                             | Mathias Roska, Joachim Wolf | 3:38  |
| 12 | Knall-Schuss-Treffer                  | Beatrice Egli, Joachim Hans Wolf                                 | Mathias Roska, Joachim Wolf | 3:28  |
| 13 | Ich will mehr (als den Morgen danach) | Oliver Lukas, Erik Wigelius, Laura Kloos, Anders Wigelius        | Mathias Roska, Joachim Wolf | 3:27  |
| 14 | Wenn...                               | Tobias Reitz, Beatrice Egli, Joachim Hans Wolf                   | Mathias Roska, Joachim Wolf | 3:18  |
|    | CD-Deluxeversion                      |                                                                  |                             |       |
| 15 | Jeder Tag                             | Johannes Walter-Müller, Simon Müller Lerch                       | Mathias Roska, Joachim Wolf | 2:54  |
| 16 | Lichtermeer                           | Johannes Walter-Müller, David Jürgens                            | Mathias Roska, Joachim Wolf | 3:42  |
| 17 | Ich hab euch vermisst                 | Klaus Hirschburger, Amadeus Crotti, Oliver Lukas, Sebastian Lang | Mathias Roska, Joachim Wolf | 3:43  |
|    | Deluxe Gold Edition (2015)            |                                                                  |                             |       |
| 15 | Nur für Dich                          | Tobias Reitz, Beatrice Egli, Joachim Hans Wolf                   | Mathias Roska, Joachim Wolf | 3:19  |
| 16 | Ohne Worte                            | Saša Lendero, Mihael Hercog, Olaf Bossi                          | Mathias Roska, Joachim Wolf | 3:07  |
| 17 | Spiel Satz Sieg                       | Oliver Lukas, Hermann Niesig, Mitch Keller, Laura Kloos          | Mathias Roska, Joachim Wolf | 3:22  |
| 18 | Fallschirm                            | Ivo Moring, Mariana Wagner                                       | Mathias Roska, Joachim Wolf | 3:42  |
| 19 | Lieb mich oder lass mich              | Saša Lendero, Mihael Hercog, Olaf Bossi                          | Mathias Roska, Joachim Wolf | 3:11  |
| 20 | Wer seine Liebe lebt                  | Marcus Brosch, Johannes Walter-Müller, Simon Müller-Lerch        | Mathias Roska, Joachim Wolf | 3:20  |

## Rezeption

### Rezensionen
Dani Fromm, Musikkritikerin von laut.de, schrieb zusammenfassend zu den Titeln des Albums: „[…] Dieter Bohlen hatte seine Finger diesmal nicht mehr im Spiel, was man bedauerlicherweise nicht hört. Beatrice Egli hat bei vier der 14 Titel selbst mit Hand angelegt, was selbige weder besser noch signifikant schlechter macht: In derlei musikalischen Niederungen lassen sich Nuancen offenbar kaum noch erkennen.“

### Chartplatzierungen
| ChartsChartplatzierungen | Höchstplatzierung | Wochen |
| ------------------------ | ----------------- | ------ |
| Deutschland (GfK)        | 3 (34 Wo.)        | 34     |
| Österreich (Ö3)          | 3 (40 Wo.)        | 40     |
| Schweiz (IFPI)           | 1 (54 Wo.)        | 54     |

| ChartsJahrescharts (2014) | Platzierung |
| ------------------------- | ----------- |
| Deutschland (GfK)         | 74          |
| Österreich (Ö3)           | 68          |
| Schweiz (IFPI)            | 33          |

| ChartsJahrescharts (2015) | Platzierung |
| ------------------------- | ----------- |
| Österreich (Ö3)           | 71          |
| Schweiz (IFPI)            | 29          |

### Auszeichnungen für Musikverkäufe
| Land/Region        | Auszeichnungen für Musikverkäufe (Land/Region, Auszeichnung, Verkäufe) | Verkäufe |
| ------------------ | ---------------------------------------------------------------------- | -------- |
| Deutschland (BVMI) | Platin                                                                 | 200.000  |
| Österreich (IFPI)  | Platin                                                                 | 15.000   |
| Schweiz (IFPI)     | Gold                                                                   | 10.000   |
| Insgesamt          | 1× Gold · 2× Platin ·                                                  | 225.000  |